# 瓦尔特·彭克
瓦尔特·彭克（Walther Penck，1888年8月30日---1923年9月29日）德国地貌学家、地质学家，阿尔布雷希特·彭克之子。生于奥地利维也纳。曾深入研究南美洲、德国中部及小亚细亚等地地质地貌。提出了与W·M·戴维斯侵蚀轮回说不同的地貌演化学说。认为地貌演化实质是地壳运动的性质和过程的反映，地貌学不以解释地表起伏形态为最终目标，应为了解内力作用的性质与过程提供线索与论证。逝世于德国斯图加特。著有《地貌形态分析》（Die morphologische Analyse，1924）等。